# Lípa v Albrechticích
Lípa v Albrechticích je památný strom ve vsi Albrechtice jihovýchodně od Sušice. Lípa velkolistá (Tilia platyphyllos) roste na kraji zahrady pod kostelem sv. Petra a Pavla. Obvod jejího kmene měří 520 cm a koruna stromu dosahuje do výšky 27,5 m (měření 2003).
Strom má přímý kmen bez známek poškození. Koruna stromu byla uříznutím 3 hlavních větví zredukována na polovinu, přičemž zůstal pouze terminál. Zbytek koruny neprosychá, zdravotní stav stromu je dobrý.
Lípa je chráněna od roku 2003 pro svůj vzrůst a jako krajinná dominanta.

## Stromy v okolí
- Albrechtický topol
- Ždánovská lípa
- Buk na Ždánově
- Skupina javorů Ždánov-Žlíbek